# Orešje na Bizeljskem
Orešje na Bizeljskem – wieś w Słowenii, w gminie Brežice. W 2018 roku liczyła 209 mieszkańców.